# Tibouchina edmundoi
Tibouchina edmundoi är en tvåhjärtbladig växtart som beskrevs av Alexander Curt Brade. Tibouchina edmundoi ingår i släktet Tibouchina och familjen Melastomataceae. Inga underarter finns listade i Catalogue of Life.